# Světový pohár v cyklokrosu 2008/2009
Světový pohár v cyklokrosu 2008/2009 začal závodem v belgickém Kalmthoutu 19. října 2008 a skončil 25. ledna 2009 v italském Miláně.

## Kalendář
| Datum        | Místo     | Vítěz           | Vítězka              |
| ------------ | --------- | --------------- | -------------------- |
| 19. říjen    | Kalmthout | Sven Nys        | Daphny van den Brand |
| 26. říjen    | Tábor     | Niels Albert    | Hanka Kupfernagel    |
| 9. listopad  | Pijnacker | Lars Boom       | Hanka Kupfernagel    |
| 29. listopad | Koksijde  | Erwin Vervecken | Katie Compton        |
| 7. prosinec  | Igorre    | Sven Nys        |                      |
| 21. prosinec | Nommay    | Lars Boom       | Katie Compton        |
| 26. prosinec | Hofstade  | Thijs Al        | Marianne Vosová      |
| 18. leden    | Roubaix   | Erwin Vervecken | Katie Compton        |
| 25. leden    | Milán     | Sven Nys        |                      |